# Nadja Haddad
Nadja Haddad (Nova Iguaçu, 30 de dezembro de 1980) é uma apresentadora de televisão e jornalista brasileira. É a apresentadora do Bake Off: Brasil, maior programa de confeitaria do país.

## Biografia
De origem libanesa, todos da família de Nadja seguiram carreira na área da medicina, mas ela ingressou no curso de Direito aos 17 anos. Em 2000, em paralelo a faculdade, trabalhou no programa Planeta Xuxa como assistente de palco, sendo uma das Garotas do Zodíaco, representando a Garota do Zodíaco de Capricórnio (por ser do signo homônimo). Faltando apenas dois períodos e meio para se formar em bacharel em Direito, Nadja decidiu sair do curso e tentar Jornalismo, onde formou-se no ano de 2004 pela Universidade Cândido Mendes (UCAM).
Seus primeiros trabalhos como jornalista foram na Rádio Tupi e no Canal 21, onde apresentava o programa Giro 21, no estado do Rio de Janeiro. A Band Rio contrata-a para ser repórter local do Jornal do Rio, isto tudo antes de sua formação. Após se recuperar do acidente, em 2005, Nadja foi convidada para apresentar o jornal matinal Primeiro Jornal, deixando o Rio de Janeiro para morar em São Paulo.
Em 2006, substitui Mariana Ferrão na apresentação do Jornal da Band, o principal noticiário da empresa durante a Copa do Mundo de 2006. Apresentou em 2008, ao lado de Luciano do Valle, Nivaldo Prieto e Otávio Mesquita, o Carnaval de Recife para o Band Folia. No ano seguinte, em 2009, apresentou o Festival Folclórico de Parintins, no Amazonas. No dia 10 de agosto de 2009, estreou a revista eletrônica exibida no período noturno, Vídeo News, que ia ao ar na segunda, terça, quinta e sexta-feira, permaneceu no comando do programa até 2010. Após o Vídeo News, foi comandar o programa de entrevistas e variedades Claquete, que era exibido no mesmo horário de seu antigo programa. Foi convidada especial da Caixa Econômica Federal em parceria com a Band para apresentar Momento da Sorte, o programa era exibido todos os dias às 21h30min. Em 2012, foi eleita musa da Band, pelo programa humorístico Pânico na Band.,  neste mesmo ano, a apresentadora passou a apresentar eventualmente o Dia Dia, onde já fez reportagens.
Em 2013, foi apresentadora do programa Band Zoo, foi substituída pela apresentadora Paloma Tocci, ainda no mesmo ano cobriu seu último Carnaval de Recife para o Band Folia, este foi seu último trabalho com a emissora onde trabalhou mais de 10 anos. No dia 18 de dezembro do mesmo ano, após várias participações especiais no Programa Silvio Santos e Programa do Ratinho como jurada, assinou contrato com o SBT para apresentar o programa SBT Folia de 2014.
O SBT desenvolveu um novo programa especial para internet, denominado SBT na Web, Nadja foi a escolhida para apresentar o programa semanal de apenas 4 minutos que estreou no dia 20 de janeiro do mesmo ano. No programa, Nadja conversa com os profissionais da casa, apresenta para o público os bastidores da programação da emissora, e cobre programas especiais exibidos pelo SBT como por exemplo: Verão Jequitimar, Teleton, SBT Folia, entre outros programas especiais da casa. Durante o horário eleitoral de 2014, Nadja apresentou os episódios do Chapolin que eram transmitidos ao vivo no site do SBT ao lado do novato apresentador Henrique Lascalla.
Em 2018 se tornou a nova apresentadora do Bake Off Brasil: Mão na Massa. Nadja ficaria no programa até 2023, quando deixou o reality na temporada seguinte após o SBT ter inicialmente decretado o seu fim por conta da política de corte de gastos, tendo também o seu contrato encerrado e ficando na emissora até fevereiro de 2024, quando apresentou o SBT Folia. No entanto, a emissora decidiu retomar a produção da atração através de um acordo com a Warner Bros. Discovery, mas Nadja não foi convidada para assumir a nova temporada por conta de sua gravidez, retornando apenas em 2025 ao posto de apresentadora.

### Acidente
Em 29 de agosto de 2005, Nadja enfrentou um dos piores momentos de sua vida, quando iria cobrir uma matéria sobre um tiroteio no Morro Dona Marta. A jornalista foi atingida por uma bala perdida, ela ainda seguia dentro do carro da produção e no momento em que se  preparava para colocar o colete a prova de balas, foi atingida.
A bala perfurou o pulmão, teve hemorragia e passou por dois hospitais antes de ser atendida, correndo sério risco de morte ou de ficar paraplégica, pois a bala passou por poucos milímetros da artéria aorta e perto da coluna. Seu quadro de recuperação foi surpreendente, e logo após sua saída do hospital, recebeu o convite da Band para mudar-se para a cidade de São Paulo, para apresentar o jornal matutino Primeiro Jornal.

### Vida Pessoal
Em 25 de abril de 2024, Nadja Haddad deu à luz a filhos gêmeos, Antônio e José. Os meninos ficaram internados na UTI neonatal da maternidade Pro-Matre Paulista, em São Paulo, após terem nascido em  prematuridade extrema. Em 11 de maio de 2024, 16 dias após o nascimento prematuro dos gêmeos, Antônio morre, tendo sua morte anunciada no dia seguinte por Nadja, em um domingo de Dia das Mães.

## Filmografia

### Televisão
| Ano                    | Título                            | Função                           | Nota                 | Emissora          |
| ---------------------- | --------------------------------- | -------------------------------- | -------------------- | ----------------- |
| 1990                   | Xou da Xuxa                       | Participante                     | Quadro: Paquita 1990 | Rede Globo        |
| 2000–01                | Planeta Xuxa                      | Garota do Zodíaco de Capricórnio | Assistente de Palco  | Rede Globo        |
| 2003–04                | Giro 21                           | Repórter                         |                      | Rede 21           |
| 2003-05                | Jornal do Rio                     | Repórter                         |                      | Band Rio          |
| 2006–09                | Primeiro Jornal                   | Apresentadora                    |                      | Rede Bandeirantes |
| 2006–09                | Jornal da Band                    | Previsão do tempo                |                      | Rede Bandeirantes |
| 2009–12                | Vídeo News                        | Apresentadora                    |                      | Rede Bandeirantes |
| 2010–11                | Claquete                          | Repórter                         |                      | Rede Bandeirantes |
| 2011                   | Momento da Sorte                  | Apresentadora                    |                      | Rede Bandeirantes |
| 2012                   | Dia Dia                           | Apresentadora                    |                      | Rede Bandeirantes |
| 2012–13                | Zoo                               | Apresentadora                    |                      | Rede Bandeirantes |
| 2013                   | Band Folia                        | Apresentadora                    |                      | Rede Bandeirantes |
| 2013–18                | Programa do Ratinho               | Jurada                           | Quadro: Dez Ou Mil   | SBT               |
| 2014; 2018–24          | SBT Folia                         | Apresentadora                    |                      | SBT               |
| 2017                   | Bake Off SBT                      | Participante                     |                      | SBT               |
| 2018–19                | Bake Off SBT                      | Apresentadora                    |                      | SBT               |
| 2018–23; 2025–presente | Bake Off Brasil: Mão na Massa     | Apresentadora                    |                      | SBT               |
| 2019–20                | Júnior Bake Off Brasil            | Apresentadora                    |                      | SBT               |
| 2020                   | Bake Off Brasil: A Cereja Do Bolo | Apresentadora                    |                      | SBT               |
| 2021–23                | Bake Off Brasil: Celebridades     | Apresentadora                    |                      | SBT               |
| 2021-23; 2025-presente | Desejos de Mãe                    | Apresentadora                    |                      | SCC SBT           |
| 2024                   | Vira Brasil                       | Apresentadora                    |                      | SBT               |

### Internet
| Ano           | Programa   | Função        |
| ------------- | ---------- | ------------- |
| 2014–presente | SBT na Web | Apresentadora |